# Sonic Racing: CrossWorlds
Sonic Racing: CrossWorlds es un próximo videojuego de carreras de karts desarrollado por Sonic Team y publicado por Sega. Se trata de un juego derivado de la serie serie Sonic the Hedgehog que incorpora personajes y características de anteriores juegos de carreras de Sonic. La principal novedad del juego es la mecánica «CrossWorld», que permite a los corredores viajar a otros circuitos en mitad de una carrera.
Sonic Racing CrossWorlds ha sido desarrollado por el Sonic Team, con la colaboración de miembros del equipo de desarrollo de Initial D Games. Está prevista la inclusión de varios personajes invitados de otras propiedades intelectuales a través de contenidos descargables posteriores al lanzamiento. El juego saldrá a la venta para Nintendo Switch, Nintendo Switch 2, PlayStation 4, PlayStation 5, Windows, Xbox One y Xbox Series X/S el 25 de septiembre de 2025. La versión para Nintendo Switch 2 está prevista para más adelante.

## Sistema de juego
Sonic Racing: CrossWorlds es un videojuego de carreras de karts, similar a su predecesor, Team Sonic Racing, aunque CrossWorlds no conserva la mecánica de carreras cooperativas por equipos de aquel juego. Los jugadores compiten entre sí en carreras de tres vueltas alrededor de una pista, y recogen potenciadores para ayudar a adelantar a otros corredores, de forma similar a otros juegos del género como la serie Mario Kart. Al igual que en anteriores juegos de carreras de Sonic, se hace especial hincapié en el derrape para maniobrar en curvas cerradas y aumentar la velocidad. Los jugadores pueden elegir entre coches de carreras estándar, que se convertirán en barcos y aviones en diferentes momentos de la carrera, de forma similar a Sonic & All-Stars Racing Transformed, o hoverboards Extreme Gear, que ya aparecieron en la subserie Sonic Riders y utilizan una mecánica similar basada en el impulso. A diferencia de los anteriores juegos de carreras de Sonic, los personajes no están restringidos a un único vehículo y tienen sus propias estadísticas, que afectan al rendimiento de los vehículos. Los vehículos se dividen en cinco clases diferentes en función de sus características más destacadas: Velocidad, Aceleración, Potencia, Manejo e Impulso. Se pueden desbloquear un total de 45 vehículos diferentes, los jugadores también podrán combinar piezas de los vehículos que hayan desbloqueado para crear vehículos personalizados. Antes de empezar una carrera, los jugadores pueden equiparse con artilugios que les proporcionarán ventajas pasivas, como atraer anillos lejanos o dar prioridad a potenciadores específicos; se pueden desbloquear hasta seis ranuras para artilugios, y algunos requieren varias para equiparse.
El juego contará con 24 circuitos diferentes. Después de la primera vuelta de cada carrera, el corredor en cabeza podrá elegir entre dos «Travel Rings» diferentes, grandes portales en forma de anillo que aparecen en medio de la pista; al seleccionar un Travel Ring, los corredores pasarán a través de él al «CrossWorld» correspondiente, uno de los 15 lugares separados en los que se desarrolla la segunda vuelta de la carrera antes de volver a la pista original para la vuelta final. Mientras estés en el CrossWorld, se activarán modificadores aleatorios de «frenesí», causando efectos adicionales como añadir puertas de impulso móviles al recorrido. Los elementos del trazado de la pista también cambiarán durante la última vuelta, abriendo nuevos caminos y atajos. Habrá más circuitos y vehículos disponibles como contenido descargable. Los jugadores podrán elegir entre cuatro opciones de velocidad diferentes, que también actúan como ajuste de la dificultad de la carrera. En el modo Grand Prix, el jugador debe completar cuatro carreras secuenciales, que constan de tres carreras estándar y una carrera final que incluye una vuelta de cada uno de los circuitos anteriores, mientras intenta conseguir la mayor puntuación de colocación posible. También se designará al jugador un personaje rival durante el Grand Prix, que mostrará un comportamiento de mayor dificultad y apuntará específicamente al jugador durante cada carrera. Los personajes rivales también tienen interacciones especiales con el personaje del jugador, y derrotar a un rival en Grand Prix otorgará recompensas adicionales. El juego admite multijugador local, así como multijugador en línea multiplataforma para hasta 12 jugadores.

### Personajes
Sega ha declarado que CrossWorlds contará con el mayor plantel de personajes jugables en un juego de carreras de Sonic hasta la fecha, y que el plantel final, incluidos los contenidos descargables, superará los 50 personajes. El juego se lanzará con 23 personajes jugables más uno desbloqueable. Está previsto que se añadan más personajes de otras propiedades de Sega a través de actualizaciones mensuales gratuitas, mientras que los personajes de propiedades externas estarán disponibles como parte de un pase de temporada, que se lanzará en seis oleadas a lo largo de un año. La Edición Digital Deluxe del juego, que también incluye el pase de temporada, incluye tres personajes de la serie de animación Sonic Prime, mientras que Sonic the Werehog de Sonic Unleashed, está disponible como incentivo por reserva.
Los personajes invitados aparecen en negrita.
- Alex[b][13]
- Amy[1]
- Big the Cat[21]
- Charmy Bee[21]
- Cream y Cheese[21]
- Creeper[b][15]
- Dr. Eggman[1]
- Dread[c][9]
- Egg Pawn[8]
- Espio the Chameleon[8]
- Hatsune Miku[d][13]
- Ichiban Kasuga[d][13]
- Jet the Hawk[21]
- Joker[d][13]
- Knuckles[1]
- Metal Sonic[4]
- Nine[c][9]
- Omega[21]
- Patricio[b][22]
- Rusty[c][9]
- Rouge the Bat[8]
- Sage[1]
- Shadow[1]
- Silver[21]
- Sonic[1]
- Bob Esponja[b][22]
- Steve[b][13]
- Storm the Albatross[8]
- Tails[1]
- Vector the Crocodile[1]
- Wave the Swallow[8]
- Werehog[e][9]
- Zavok[8]
- Zazz[2]

## Desarrollo
Sonic Racing: CrossWorlds está siendo desarrollado por el Sonic Team, con la participación de los desarrolladores de la serie de videojuegos Initial D Arcade Stage. El Sonic Team decidió incorporar tanto los vehículos transformables como el Extreme Gear para atraer a los fanáticos de los anteriores juegos de carreras de Sonic, tratando CrossWorlds como una culminación de todos los juegos hasta la fecha. El concepto del anillo de viaje se inspiró en el uso de anillos como portales en la serie de películas de Sonic the Hedgehog, así como en los recuerdos de infancia del productor Ryuichi Taki, cuando conducía por largos túneles y aparecía en entornos muy diferentes. La experiencia del equipo en el desarrollo de juegos de carreras arcade les inspiró a hacer que cada vuelta de la carrera fuera única para mantener la emoción y el interés. Taki señaló que el Extreme Gear era difícil de implantar, ya que requería crear un sistema de juego completamente nuevo para hacerlo funcionar.
El productor de la serie Sonic, Takashi Iizuka, ha declarado que, aunque CrossWorlds se diseñó ante todo como un juego de carreras de Sonic, la decepción de los fans por la falta de contenido crossover en Team Sonic Racing en comparación con las entradas anteriores les llevó a incluir más personajes invitados como DLC. Iizuka también declaró que, dado que la franquicia Sonic ha tenido tradicionalmente más éxito en los mercados occidentales, el equipo eligió en su lugar personajes invitados para los contenidos descargables que despertasen el interés de los jugadores japoneses. James Bourne de Busted interpretó el tema de apertura del juego, «Cross the Worlds».

## Lanzamiento
Sonic Racing: CrossWorlds se anunció inicialmente con un teaser tráiler en los Game Awards 2024. Se mostró un tráiler durante el State of Play de Sony el 12 de febrero de 2025, y del 21 al 23 de febrero se celebró una prueba beta cerrada del juego.
En junio de 2025, poco antes del Summer Game Fest, se filtraron imágenes de una primera versión del juego que revelaban la existencia de varios personajes invitados de franquicias ajenas a Sega previstos como contenido descargable. La inclusión de invitados se confirmó posteriormente en el Summer Game Fest unos días más tarde, el 6 de junio, junto con la fecha de lanzamiento definitiva del juego, el 25 de septiembre de 2025. Iizuka expresó su decepción por las filtraciones, pues consideraba que habían arruinado la emoción y la sorpresa de los fanáticos. También se anunció una versión para Nintendo Switch 2, cuyo lanzamiento está previsto para más adelante, con una actualización de pago disponible para los propietarios de la versión para Nintendo Switch.
Además de la edición estándar del juego, una Edición Digital Deluxe incluye tres personajes de Sonic Prime, y proporcionará tres días de acceso anticipado en todas las plataformas que no sean de Nintendo. La edición digital de lujo también incluye el pase de temporada descargable, que se lanzará en seis oleadas a lo largo del año siguiente. Cada oleada del pase añadirá varios personajes, una pista de carreras, un vehículo, emoticonos y sonidos basados en una franquicia diferente, como Minecraft, Bob Esponja, Teenage Mutant Ninja Turtles: Mutant Mayhem y Avatar: la leyenda de Aang. Durante 2025, Sega promocionó el juego a través de la campaña de mercadotecnia «Racing Around the World». Esto incluía el anuncio de una asociación plurianual con McLaren, así como una animación promocional cuyo lanzamiento estaba previsto para septiembre.

## Recepción

### Prelanzamiento
En un avance en IGN, Jada Griffin recibió CrossWorlds positivamente, alabando el juego por la amplitud de sus opciones de personalización y la novedad que aporta a las carreras la mecánica de juego CrossWorlds. La beta cerrada fue bien recibida en las reseñas publicadas en Digital Trends y ComicBook.com, así como por los aficionados en Internet, que elogiaron la presentación, la jugabilidad y la variedad de personajes y circuitos jugables, y calificaron de divertida y entretenida la naturaleza «caótica» de las carreras. Sin embargo, a algunos también les pareció que el caos era abrumador y que los potenciadores de combate del juego eran demasiado potentes, por lo que esperan que se ajusten en la versión final.